# Акт (документ)

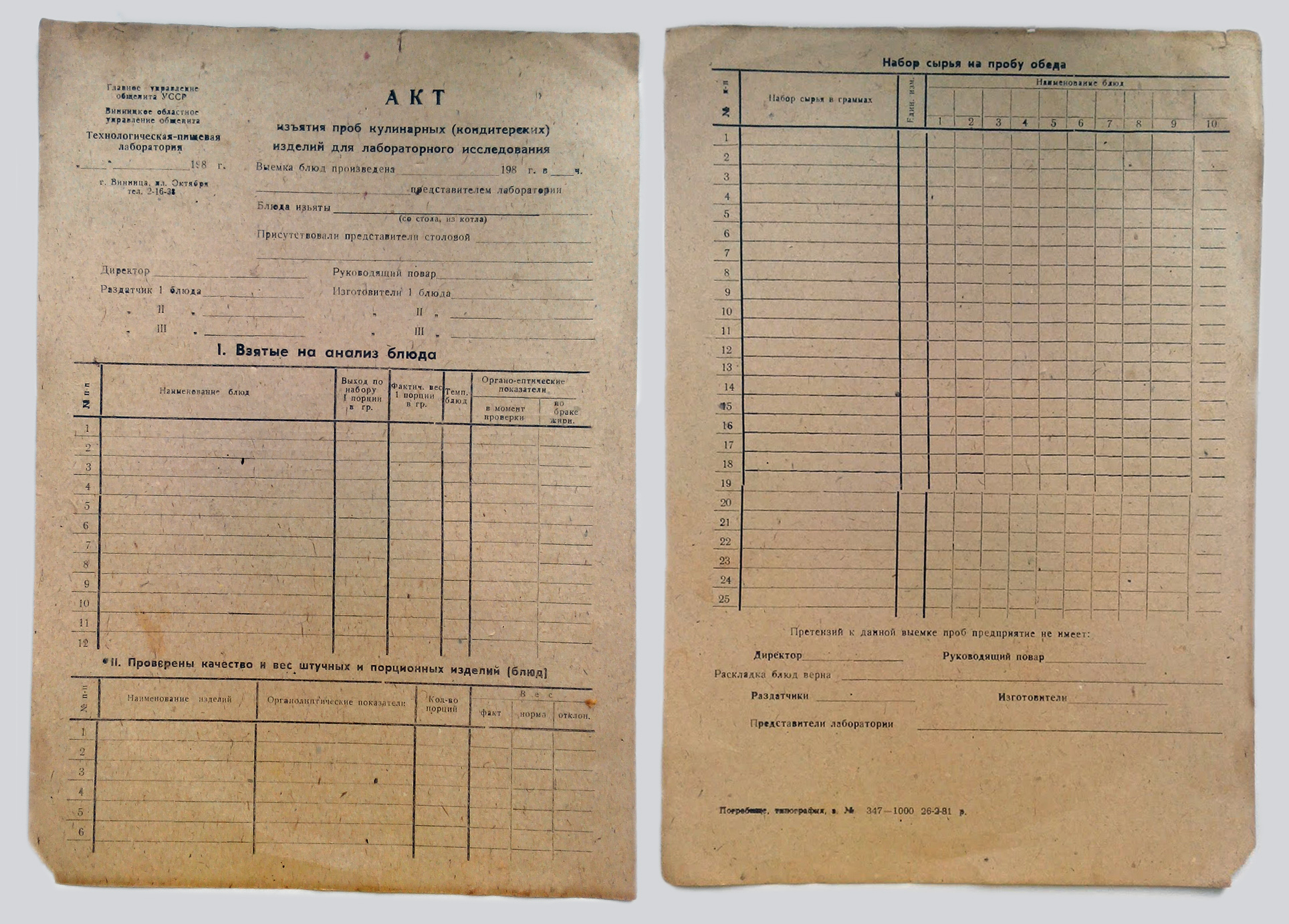
Бланк акту виїмки кулінарних страв з громадського закладу харчування з метою лабораторного обстеження їжі з часів УРСР м. Вінниця

Акт (від лат. actus — дія; лат. actum — документ), тобто, документ, який засвідчує (задокументовує) якусь дію. 
1. Документ, складений групою осіб для засвідчення встановлених фактів наприклад акт про нестачу товарно-матеріальних цінностей.
2. Офіційний документ, запис, протокол, що має юридичну силу. Залежно від предмета і рівня, на якому він складається, та його змісту розрізняють: державні, міждержавні, нормативні, внутрішні акти.